# УБ-83
УБ-83 Упернавік (гренл. UB-83 Upernavik) — професійний гренландський футбольний клуб з міста Упернавік. Клуб заснований у 1983 році, та грає в найвищому дивізіоні чемпіонату Гренландії. Клуб проводить домашні матчі на стадіоні «Упернавік». Модернізацію стадіону фінансувала Футбольна Асоціація Гренландії.